# Rue Auguste-Delaune
La rue Auguste-Delaune est une voie publique de Saint-Denis, ville du département de la Seine-Saint-Denis, en France.

## Situation et accès

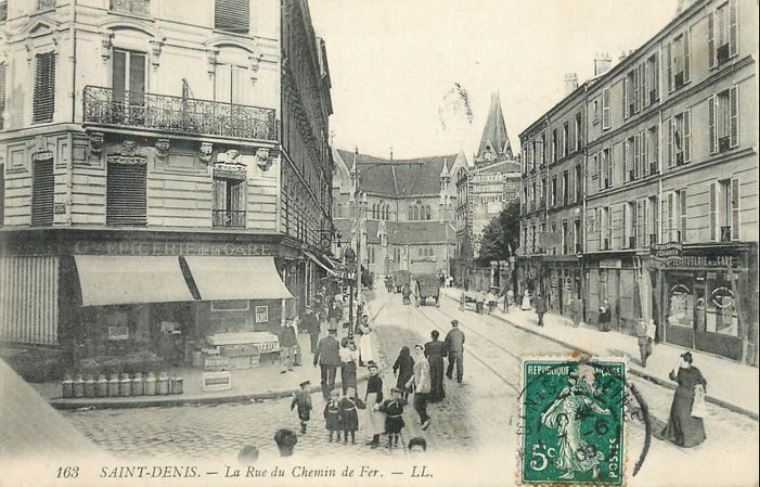
Saint-Denis, rue du Chemin de Fer dans la direction de l'église, au coin de la rue Viollet-le-Duc.

Cette rue part du canal Saint-Denis par le pont de la rue du Port, pont routier et ferroviaire dans l'alignement de la rue du Port. A la hauteur de la rue Viollet-le-Duc, elle prend un coude à droite pour se terminer à la hauteur de l'église Saint-Denys-de-l'Estrée qu'elle longe.
Voies adjacentes
- Rue Dezobry
- Rue Viollet-le-Duc
- rue Ernest-Renan

Accès
- Ligne 1 du tramway d'Île-de-France

## Origine du nom
Depuis le 1er septembre 1944, elle porte ce nom en l'honneur du résistant Auguste Delaune, interné au camp d'Aincourt, puis torturé à mort en 1943, sans trahir aucun de ses camarades. Il est enterré au cimetière de Saint-Denis.

## Historique

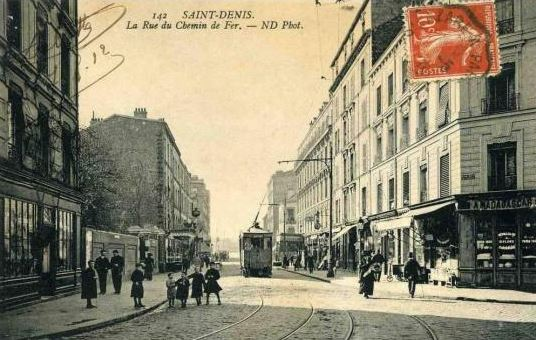
Saint-Denis, rue du Chemin de Fer dans la direction de la Seine, aujourd'hui la rue Auguste-Delaune. La rue Viollet-le-Duc est à droite.

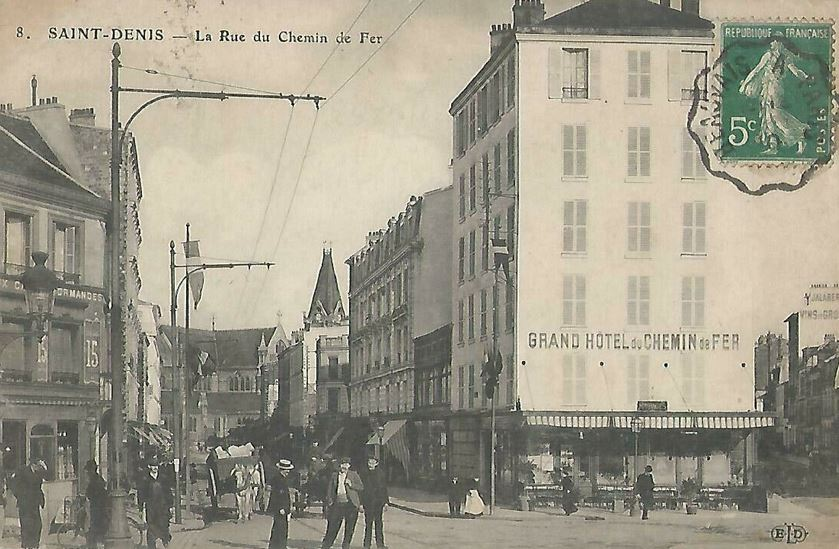
Grand Hôtel du Chemin-de-Fer. Un hôtel est toujours installé dans cet immeuble.

Afin d'offrir un chemin direct du centre-ville vers le quartier de Maison-de-Seine, cette rue fut ouverte en 1869,  et reçut d'abord le nom de rue de l'Estrée. Elle s'appelle rue du Chemin-de-Fer à partir de 1872, nom dû à la ligne de tramway qui circule à cet endroit, et qui sera démantelée avant-guerre.
Par décision du Conseil municipal du 1er octobre 1944, elle prend son nom actuel pour rendre hommage à Auguste Delaune.

## Bâtiments remarquables et lieux de mémoire
- Canal Saint-Denis.
- Église Saint-Denys-de-l'Estrée.